# BASF
BASF (FWB: BAS, LSE:BFA) là một công ty Đức đồng thời là hãng hóa chất lớn nhất thế giới. BASF nguyên là viết tắt của cụm từ tiếng Đức Badische Anilin- und Soda-Fabrik (tiếng Việt: Xí nghiệp Anilin và Sôđa Baden). Ngày nay cụm từ BASF là nhãn hiệu thương mại của công ty, còn bản thân công ty đã niêm yết trên các sàn giao dịch chứng khoán như Frankfurt, London, và Zurich.
Tập đoàn BASF, bao gồm các công ty con và liên doanh tại hơn 80 quốc gia, vận hành 6 khu liên hợp sản xuất cùng 390 nhà máy khác tại châu Âu, Á, Úc, Mỹ và châu Phi. Trụ sở chính của hãng đặt tại Ludwigshafen am Rhein (Rhineland-Palatinate, Đức). Khách hàng của BASF ở hơn 200 quốc gia, được công ty cung ứng rất nhiều sản phẩm cho đủ mọi ngành nghề. Dù là một hãng khổng lồ và hiện diện khắp toàn cầu nhưng BASF ít được công chúng chú ý do chính sách không sản xuất hàng hóa trực tiếp đến người tiêu dùng trong thập niên 1990 của hãng.
Vào thời điểm cuối năm 2010, hãng có khoảng 109.000 nhân viên, riêng tại Đức là 50.800 nhân viên. BASF có doanh thu 63,87 tỉ € Euro, lợi nhuận trước thuế là 8,1 tỉ € Euro trong năm tài khóa 2010. Hãng đang tiếp tục mở rộng các hoạt động kinh doanh tại ngoại quốc, tập trung chủ yếu vào châu Á. Từ năm 1990 đến 2005 hãng đã đầu tư 5,6 tỉ € Euro ở châu Á, chẳng hạn cho các nhà máy tại Nam Kinh hay Thượng Hải ở Trung Quốc, Katipalla ở Ấn Độ.

## Lịch sử

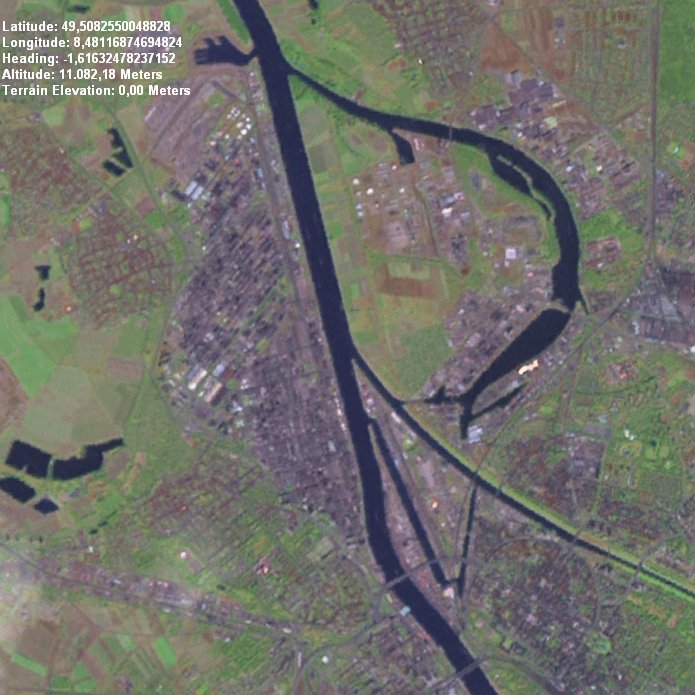
Nhà máy BASF tại Ludwigshafen, nước Đức

Ông Friedrich Engelhorn thành lập hãng BASF năm 1865 ở Mannheim, nước Đức để sản xuất thuốc nhuộm. Chính quyền thành phố Mannheim lo ngại nhà máy hóa chất của BASF sẽ gây ô nhiễm làm ảnh hưởng đến đời sống của người dân nên đã dời nó qua bờ bên kia sông Rhine thuộc Ludwigshafen.
Năm 1867 phương pháp tổng hợp bột nhuộm chàm giá rẻ ra đời và rất thành công do trước kia màu nhuộm này rất đắt vì phải chiết xuất từ cây chàm, từ đó quá trình sản xuất dựa trên quy mô giúp hạ giá thành tăng trưởng nhanh chóng. Quy trình Haber được phát triển từ năm 1908 đến 1912 đã tổng hợp thành công amonia (dùng sản xuất phân bón và vũ khí hóa học) nên năm 1913 hãng mở thêm nhà máy tại Oppau và bắt đầu sản xuất phân bón. Hãng cũng mua lại một mỏ anhydrite ở Kohnstein năm 1917 để khai thác thạch cao. Do được độc quyền nên năm 1916 hãng đã mở thêm nhà máy ở Leuna sản xuất chất nổ dùng trong thế chiến thứ nhất. Tháng 9 năm 1921 xảy ra một tai nạn lớn nhất trong lịch sử công nghiệp Đức là vụ nổ tại nhà máy của hãng ở Oppau làm chết 565 người. Năm 1925, BASF cùng Bayer, Hoescht và ba hãng khác bị sáp nhập thành một công ty lấy tên là IG Farben nên cái tên BASF chỉ còn tồn tại trên danh nghĩa. Cổ phần của hãng được luân chuyển giữa các hãng cùng sáp nhập, nhiều sản phẩm mới như cao su, xăng, sơn được thêm vào. Từ khi Adolf Hitler làm quốc trưởng năm 1933 thì hãng IG Farben gắn liền với chính quyền Đức quốc xã nên thu được nhiều lợi nhuận từ các hợp đồng được chính quyền bảo đảm và từ việc sử dụng nô lệ trong các trại tập trung của chế độ này. Đặc biệt, chính hãng này đã sản xuất Zyklon-B là loại hơi độc đã tàn sát rất nhiều người trong các trại tập trung của Đức quốc xã.
Nhà máy Ludwigshafen bị phá hủy hoàn toàn trong thế chiến thứ hai, sau chiến tranh được xây lại từng phần. Tháng 11 năm 1945 phe đồng minh chia tách IG Farben, rồi đến năm 1952 BASF được lấy lại tên cũ của mình. Trong thời phát triển kinh tế thần kì của nước Đức hậu chiến hãng có vai trò quan trọng, đã tham gia sản xuất chất tổng hợp như nylon, phát triển sản phẩm polystyrene và Styropor.
Trong thập niên 1960, hãng mở rộng sản xuất ở nước ngoài, xây nhà máy ở Argentina, Úc, Bỉ, Brasil, Pháp, Vương quốc Anh, Ấn Độ, Ý, Nhật Bản, México, Tây Ban Nha, Hoa Kỳ. Năm 1965 hãng thay đổi chiến lược kinh doanh bằng cách tập trung nhiều hơn vào các mặt hàng giá trị cao như sơn, dược phẩm, thuốc bảo vệ nông sản, phân bón. Năm 1990, nhân sự kiện hai miền nước Đức thống nhất hãng đã mua lại một nhà máy ở Schwarzheide, Đông Đức.
Tháng 5 năm 2006, hãng thực hiện vụ mua lại lớn nhất lịch sử khi nắm công ty Engelhard với giá 4,8 tỉ USD. Cũng năm này BASF mua thêm nhánh xây dựng nhà máy hóa chất từ hãng Degussa AG và công ty Johnson Polymer. Việc mua lại Johson giúp hãng có thêm dòng sản phẩm sơn phủ chất lượng cao và nhờ đó tăng thêm thị phần nhất là tại thị trường Bắc Mỹ. Tháng 9 năm 2008 hãng đồng ý mua lại Công ty hóa chất chuyên dụng Ciba (trước đó do Norvatis sở hữu).. Thương vụ này được Ủy ban cạnh tranh châu Âu giám sát, được kết luận ngày 12 tháng 3 năm 2009.

## Lĩnh vực kinh doanh

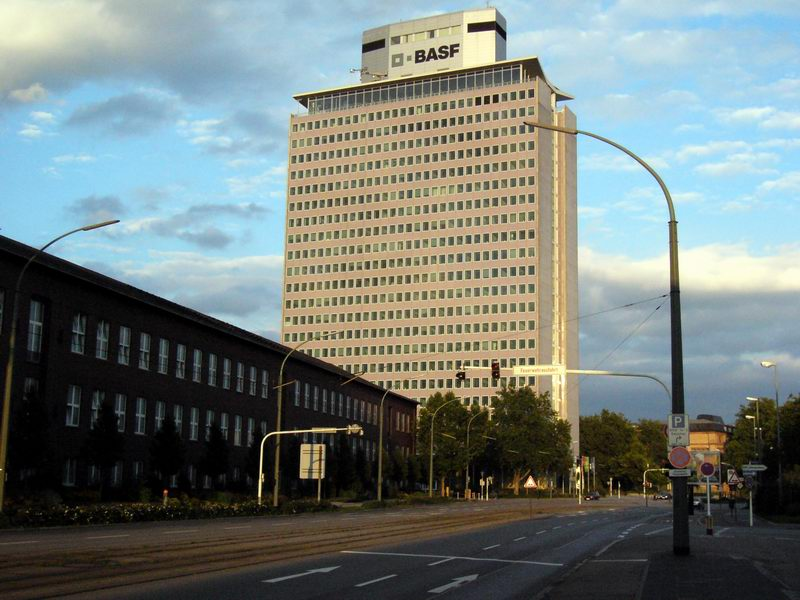
Trụ sở hãng BASF

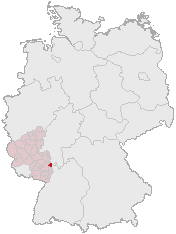
Ludwigshafen, nước Đức nơi BASF đặt trụ sở

BASF hoạt động trong nhiều lĩnh vực và thị trường khác nhau. Tính đến năm 2020, BASF phân  mảng kinh doanh như: hóa chất, vật liệu dẻo, sản phẩm hiệu suất, giải pháp chức năng, giải pháp nông nghiệp và dầu khí. Tuyên ngôn của thương hiệu là "Tại BASF, chúng tôi không làm ra sản phẩm để bạn mua. Chúng tôi khiến các sản phẩm bạn mua có chất lượng tốt hơn." Khẩu hiệu được đi kèm logo thương hiệu là "BASF - Chúng tôi kiến tạo hoá chất".

### Hóa chất
BASF sản xuất nhiều loại hóa chất, từ dung môi, nhựa nguyên liệu, keo, đến hóa chất ngành điện tử, khí công nghiệp, sản phẩm hóa dầu và hóa chất vô cơ căn bản. Khách hàng chủ yếu của mảng kinh doanh này là các hãng trong ngành dược, xây dựng, dệt, ô tô.

### Chất dẻo
Hãng cung cấp nhiều sản phẩm chất dẻo đa dạng cho thị trường hàng tiêu dùng, hàng kĩ thuật, vật liệu công nghệ cao.

### Sản phẩm chuyên dụng
Hãng sản xuất nhiều sản phẩm chuyên dụng như sơn phủ, polymer đặc hiệu, vật liệu cho các ngành dệt, chất tẩy rửa, keo dán, ô tô, dầu khí, giấy, xây dựng...

### Hóa chất chức năng
Nhánh Hóa chất chức năng của tập đoàn BASF chuyên cung cấp hóa chất cho rất nhiều nhãn hiệu mỹ phẩm hàng đầu thế giới chế tạo sản phẩm, chẳng hạn chất hoạt động bề mặt, polymer, dung môi, màu...

### Giải pháp nông nghiệp
Hãng cung ứng hóa chất cho ngành nông nghiệp, chăn nuôi cũng như cho ngành dược phẩm, thực phẩm. Tập đoàn sản xuất thuốc trừ nấm bệnh, thuốc trừ cỏ và thuốc trừ sâu như hoạt chất F500 (pyraclostrobin), epoxiconzole, pendimethalin, boscalid, fipronil, phương pháp xử lý hạt giống và Hệ thống Sản xuất Clearfield. Công ty cũng sản xuất hệ thống gen cây trồng giúp cải thiện chất lượng dinh dưỡng.

### Dầu và khí đốt
Chi nhánh Wintershall chuyên thăm dò và khai thác dầu khí, có hợp tác với hãng Gazprom của Nga tại Trung Âu và Đông Âu.

## Nhà đầu tư
75% cổ phần hãng do các tổ chức đầu tư tài chính nắm (Black Rock hơn 5%); 36% cổ phần do người Đức giữ, người Anh giữ 11% còn người Hoa Kỳ giữ 17%.

## Sản xuất
Thành công gần đây của hãng định hình bởi chiến lược tập trung vào dây chuyền sản xuất hiệu quả sau khi rút khỏi ngành sản xuất cho thị trường tiêu dùng, kết quả là nhiều nhà máy được cải tạo lại theo hướng tích hợp trong đó lớn nhất là nhà máy tại Ludwigshafen với quy mô 33.000 nhân viên. Nhà máy tích hợp giúp sản xuất nhiều loại hóa chất khác nhau dựa trên cùng loại nguyên liệu, đồng thời chất thải của quy trình này lại được dùng trong quy trình sản xuất chất khác. Lợi ích kinh tế của cách làm này là tiết kiệm nguyên liệu và năng lượng tiêu hao trong toàn bộ quá trình sản xuất, giảm thiểu chi phí vận chuyển nguyên liệu cũng như tránh rủi ro. Vì chi phí xây dựng một nhà máy tích hợp như vậy rất lớn nên hãng đã tạo được rào cản với các đối thủ muốn gia nhập thị trường.

## Hoạt động môi trường
Năm 2006 hãng được Climate Leadership Index khen ngợi vì nỗ lực ứng phó với biến đổi khí hậu và hiệu ứng nhà kính trên thế giới. Gần đây hãng dành một phần khá lớn ngân sách nghiên cứu cho hoạt động bảo vệ tài nguyên, như là việc chế tạo màng lọc nước thải cho nhà máy xử lý nước giúp giảm ô nhiễm. Dù lượng chất thải của hãng hàng năm (năm 2006 là 1,5 triệu tấn) vẫn còn rất lớn nhưng BASF đã có nhiều cố gắng giảm thiểu lượng chất thải trong những năm vừa qua.

## Hợp tác với hãng Monsanto
BASF đang hợp tác với hãng Monsanto cùng nghiên cứu và kinh doanh lĩnh vực công nghệ sinh học.